# Croilia mossambica
Croilia mossambica је зракоперка из реда Perciformes.

## Угроженост
Ова врста је наведена као последња брига, јер има широко распрострањење и честа је врста.

## Распрострањење
Врста има станиште у Мозамбику, Мадагаскару и Јужноафричкој Републици.

## Станиште
Станишта врсте су језера и језерски екосистеми и слатководна подручја.